# Abaújszántó
Abaújszántó este un oraș în districtul Gönc, județul Borsod-Abaúj-Zemplén, Ungaria, având o populație de 3.255 de locuitori (2011). 

## Demografie
Componența etnică a orașului Abaújszántó
     Maghiari (92,29%)
     Romi (6,13%)
     Necunoscut (0,09%)
     Alții (1,49%)
Componența confesională a orașului Abaújszántó
     Romano-catolici (50,17%)
     Reformați (23,75%)
     Greco-catolici (7,37%)
     Fără religie (3,26%)
     Necunoscută (14,65%)
     Alte religii (2%)
Conform recensământului din 2011, orașul Abaújszántó avea 3.255 de locuitori. Din punct de vedere etnic, majoritatea locuitorilor (92,29%) erau maghiari, cu o minoritate de romi (6,13%). Apartenența etnică nu este cunoscută în cazul a 0,09% din locuitori.  Din punct de vedere confesional, majoritatea locuitorilor (50,17%) erau romano-catolici, existând și minorități de reformați (23,75%), greco-catolici (7,37%) și persoane fără religie (3,26%). Pentru 14,65% din locuitori nu este cunoscută apartenența confesională.